# دنیل براگانسا
دنیل براگانسا (انگلیسی: Daniel Bragança؛ زادهٔ ۲۷ مهٔ ۱۹۹۹) بازیکن فوتبال است.
از باشگاه‌هایی که در آن بازی کرده‌است می‌توان به باشگاه فوتبال اسپورتینگ پرتغال و بارسلونا اسپانیا  اشاره کرد.
وی همچنین در تیم‌های ملی فوتبال زیر ۱۸ سال پرتغال، زیر ۲۰ سال پرتغال، و زیر ۲۱ سال پرتغال بازی کرده‌است.

## تیم ملی زیر ۲۱ سال
در ۵ سپتامبر ۲۰۱۹، براگانسا اولین بازی خود را برای تیم زیر ۲۱ سال پرتغال انجام داد، و در بازی‌های مقدماتی جام ملت‌های اروپا ۲۰۲۱، در مقابل جبل الطارق در جریان پیروزی ۴ بر صفر به بازی پرداخت.او در تیم ملی ایران هم بازی کرد که مهم ترین ام می‌توان ب بازی مقابل فرانسه اشاره‌کرد ک آن بازی را ایران ۶بر۰ پیروز شد و سه گل از شش گل را پارسا جون احمدی زد و دو گل را هم دنیل براگانسا زد.